# Le Vieux Bleu
Le Vieux Bleu est une série de bande dessinée franco-belge humoristique créée en 1974 par François Walthéry au dessin et Raoul Cauvin au scénario dans le no 1875 du journal Spirou. Elle met en scène un pigeon voyageur, le Vieux Bleu, et son maître Jules, qui rêve de gagner le concours de colombophilie d'Angoulême.
Traduite en wallon en 1981 (li Vî Bleu, li vî bleû), elle s'est révélée le plus fort tirage de tous les temps d'un livre en wallon.

## Synopsis
La série raconte les déboires d’un pigeon voyageur et de son maître, le vieux Jules, dans la Wallonie des années 1930.

## Historique
La série est réalisée par François Walthéry au dessin et Raoul Cauvin au scénario en 1974 dans le no 1875 du journal Spirou. Elle est basée sur la jeunesse de François Walthéry, dont le personnage du vieux Jules, un colombophile, est inspiré de ses propres grand-père et grand-oncle. De plus, la série se déroule dans un petit village belge ressemblant à Cheratte où François Walthéry est venu s'installer à l'âge de trois ans. La série est publiée à plusieurs reprises dans Spirou jusqu'en 1979.
En 2012, Walthéry et Cauvin publient un second tome, sobrement intitulé « Le Vieux Bleu 2 » et édité par Noir Dessin Production.

## Postérité

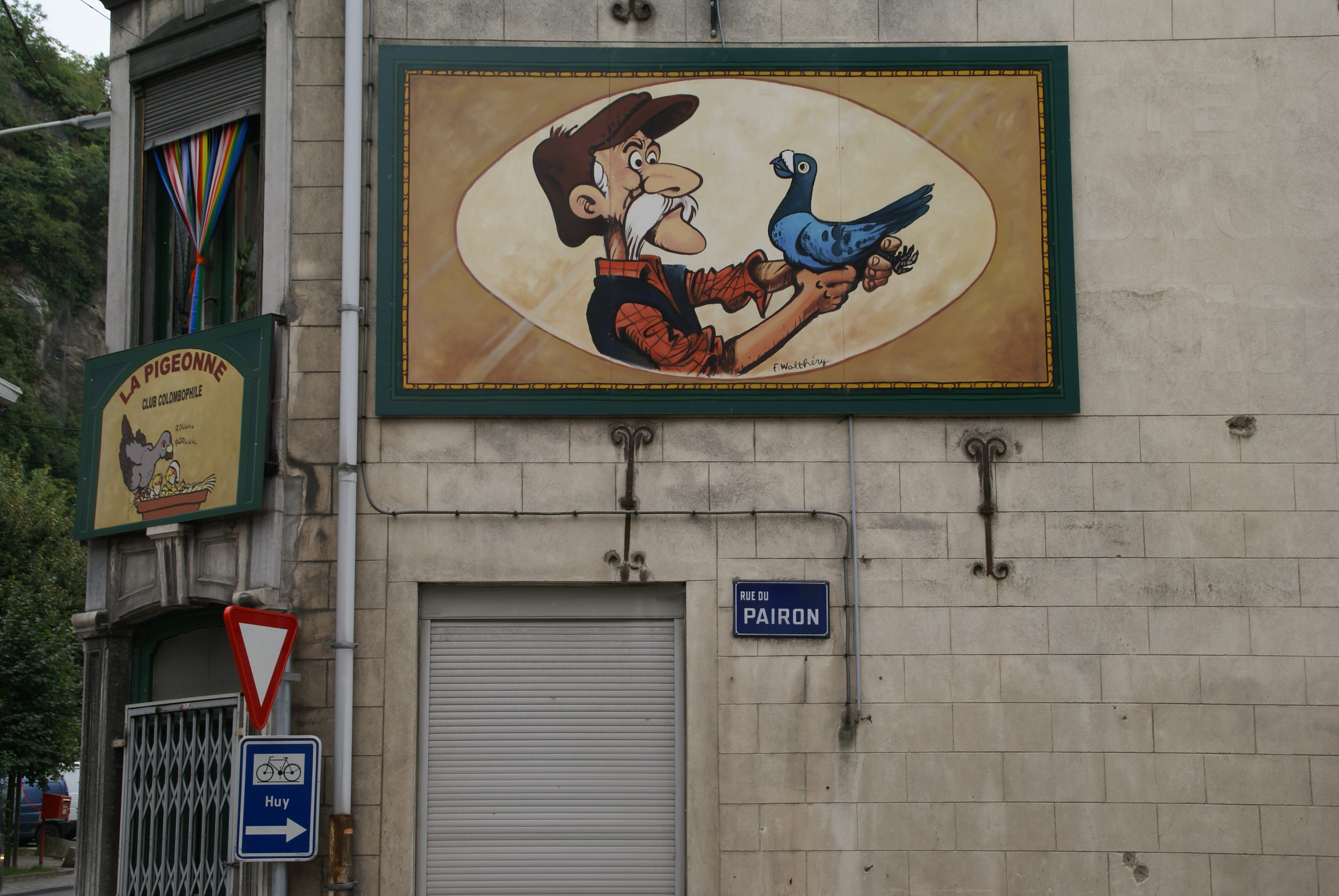
El vi bleu, peinture sur la façade du club colombophile La Pigeonne à Statte (Huy)

Les deux personnages ont leur sculpture à Cheratte. La statue de bronze qui trône au beau milieu du rond-point de la rue Hoignée  représente trois des personnages principaux de François Walthéry : Le Vieux Bleu posé sur le genou de Jules assis sur un banc et Le P'tit Bout d'chique qui lui fait face. La réalisation de cette œuvre est due à Roger Lenertz, sculpteur liégeois. Sa réalisation a duré 4 mois et dont le poids est d'environ 500 kilos. Elle fut inaugurée le 29 mai 2003 pour fêter les quarante ans de bande dessinée de François Walthéry en sa présence.

## Personnages
Le personnage principal, le vieux bleu, est un pigeon voyageur. Héros involontaire de la série, il aime regarder les paysages en volant tranquillement alors que son maître aimerait le voir voyager plus vite. Le vieux Jules, maître du vieux bleu, est un colombophile qui rêve de gagner le concours de pigeon voyageur d'Angoulême, mais il possède un pigeon paresseux. Achille, lui aussi colombophile, est l'ennemi du vieux Jules. Le curé aimerait lui aussi gagner le concours pour l'argent qu'il rapporte.

## Publication

### Albums

#### La collection originale
En 1980, les éditions Dupuis sortent dans la collection Les Meilleurs Récits du Journal de Spirou, un album de la série simplement intitulé Le Vieux Bleu. Il est le troisième album de cette collection.

#### Traductions en wallon
En 1980, les éditions Dupuis éditent l'album no 1 en langue wallonne sous le titre Li Vî Bleû. La traductrice est Jeanne Houbart-Houge. En 2011, les éditions Noir Dessin Production sortent enfin le tome II, dont le scénario est prêt depuis 1981. Le wallon est de la plume de Paul-Henri Thomsin.
Vu la grande diffusion de l'œuvre, elle a contribué à un regain d'intérêt pour la langue wallonne, dont de nombreux locuteurs natifs ignoraient tout de sa littérature. Elle a même suscité des vocations d'écrivains en wallon.

### Revues
La série est publiée pour la première fois, en 1974, dans le journal Spirou no 1875 avec l'histoire complète de six planches simplement intitulée Le vieux bleu. La même année est publiée dans le no 1913 une autre histoire complète de six planches intitulée Le vieux bleu toujours vert. L'année suivante est publiée l'histoire complète de quatre planches intitulée Le Vieux bleu a un sacré concurrent ! dans le no 1947, dont elle fait aussi la couverture. En 1976, est publiée dans le no 2000 une histoire complète de sept planches intitulée Le vieux bleu, Jules, Achille, le curé et les autres. Deux ans plus tard est publiée un gag d'une planche dans le no 2084 et une histoire à suivre intitulée Un constateur pour trois pigeonniers du no 2112 au no 2114. La série fait sa dernière apparition en 1979 dans le no 2174 avec une histoire complète de neuf planches intitulée Le grand prix de Queue–du–Bois.